# Helixanthera sessiliflora
Helixanthera sessiliflora är en tvåhjärtbladig växtart som beskrevs av Danser. Helixanthera sessiliflora ingår i släktet Helixanthera och familjen Loranthaceae. Inga underarter finns listade i Catalogue of Life.